# Melissa Reese

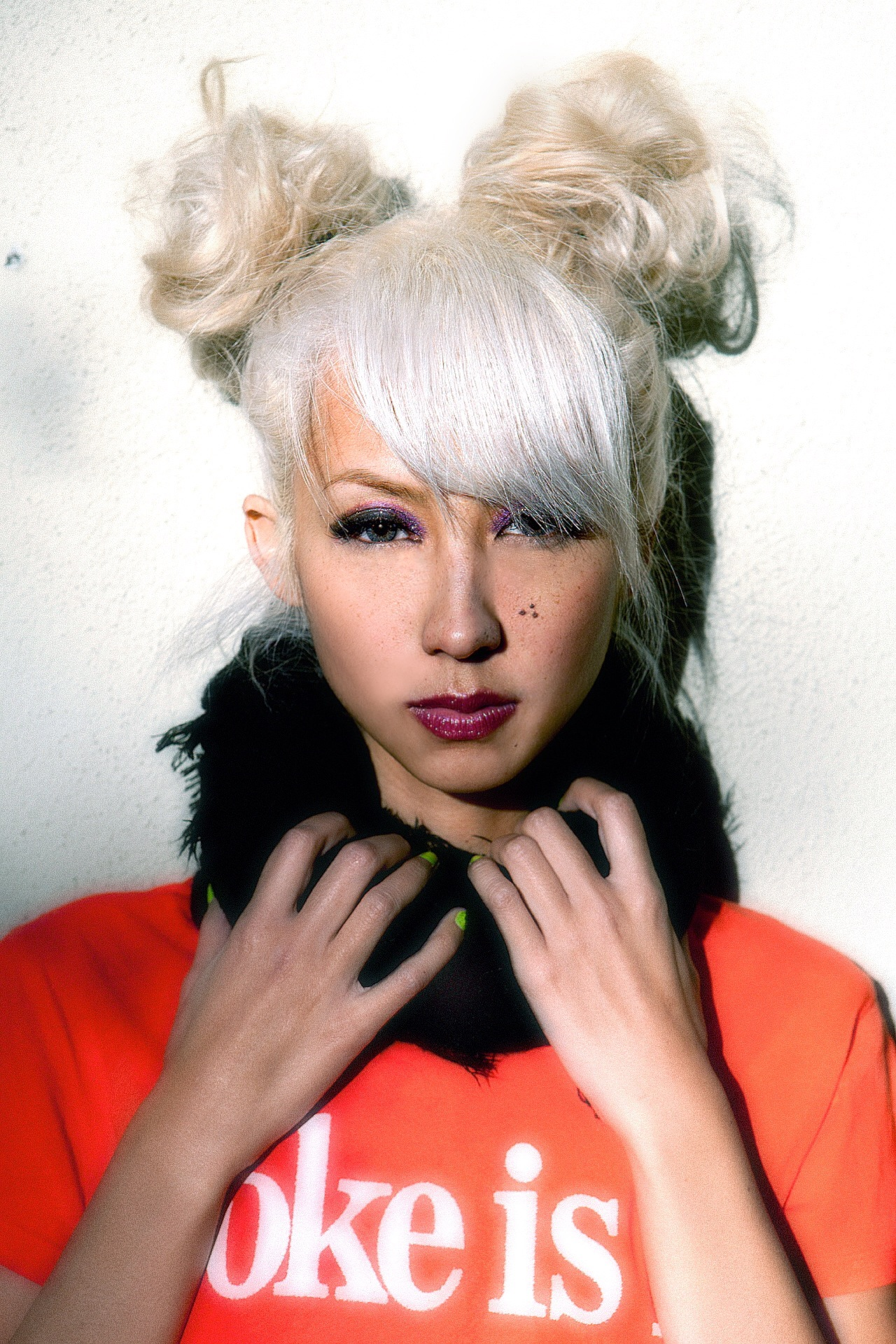
Melissa Reese (2012)

Melissa Reese (* 1. März 1990 in Seattle, Washington)  ist eine amerikanische Musikerin. Seit dem Beginn der „Not In This Lifetime… Tour“ im Jahr 2016 ist sie Mitglied der Hardrockband Guns N’ Roses. Zudem ist sie bekannt für ihre Zusammenarbeiten mit Bryan „Brain“ Mantia.

## Werdegang
Reese wurde in Seattle, Washington geboren und ist das jüngste von drei Kindern aus einem Haushalt mit chinesischer, spanischer, japanischer, philippinischer, irischer, schottischer und dänischer Abstammung. Im Alter von vier Jahren fing sie an Klavier zu spielen und zu singen. Mit zwölf Jahren begann sie am Klavier eigene Musik zu komponieren, worauf sie mit 13 Jahren vom Musiker Tom Whitlock entdeckt wurde, der ihr einen Einstieg in die Musikindustrie ermöglichte. Mit 17 Jahren fing sie an, sich selbst Pro Tools, Reason und Logic Pro beizubringen und fing somit das Produzieren ihrer eigenen Musik an. Sie besuchte die Roosevelt High School, wo sie sang. Außerdem gewann sie, während ihrer High-School-Zeit, beim Lionel Hampton Jazz Festival einen Preis als herausragende Solo-Musikerin. Nachdem sie die Schule abgeschlossen hatte, fing sie an mit Aufnahmen und Instrumenten zu experimentieren. 
Mit Anfang 20 zog sie nach Los Angeles, um Musik zu studieren.

## Karriere
2007 veröffentlichte sie unter dem Namen Lissa ihre erste eigene EP in Kooperation mit Bryan „Brain“ Mantia und Pete Scaturro, welche den gleichen Namen trug. Drei Lieder der EP wurde darauf in diversen Fernsehsendungen verwendet. In den darauffolgenden Jahren arbeitete Reese u. a. mit den Musikern Bootsy Collins, Chuck D, Vanessa Carlton, Goapele, Drumma Boy und Taylor Swift.

### Brain and Melissa
Reese arbeitet außerdem an diversen Projekten mit Mantia, mit dem sie das Produzententeam Brain and Melissa gründete. Sie veröffentlichten u. a. im Jahr 2010 gemeinsam mit dem Musiker Buckethead mehrere CDs mit den Titeln Kind Regards und Best Regards, produzierten den Soundtrack zu Projekten/Videospielen wie Infamous 2, PlayStation Home, ModNation Racers, Twisted Metal, Fantasia: Music Evolved und Infamous: Second Son. Außerdem drehten sie Filme und Werbespots, u. a. Detention, Bodied mit dem Filmdirektor Joseph Kahn und arbeiteten an mehreren Remix-Versionen der Lieder vom Guns-N’-Roses-Album Chinese Democracy, welche ursprünglich für ein geplantes Remix-Album der Band gedacht waren. Das Duo spielte im November 2017 in Houston und Los Angeles zwei NBA Halftime-Shows, wo sie eine Coverversion des Songs Do You Love Me? von Kiss und zwei der bereits erwähnten Remix-Versionen spielten.

### Guns N’ Roses

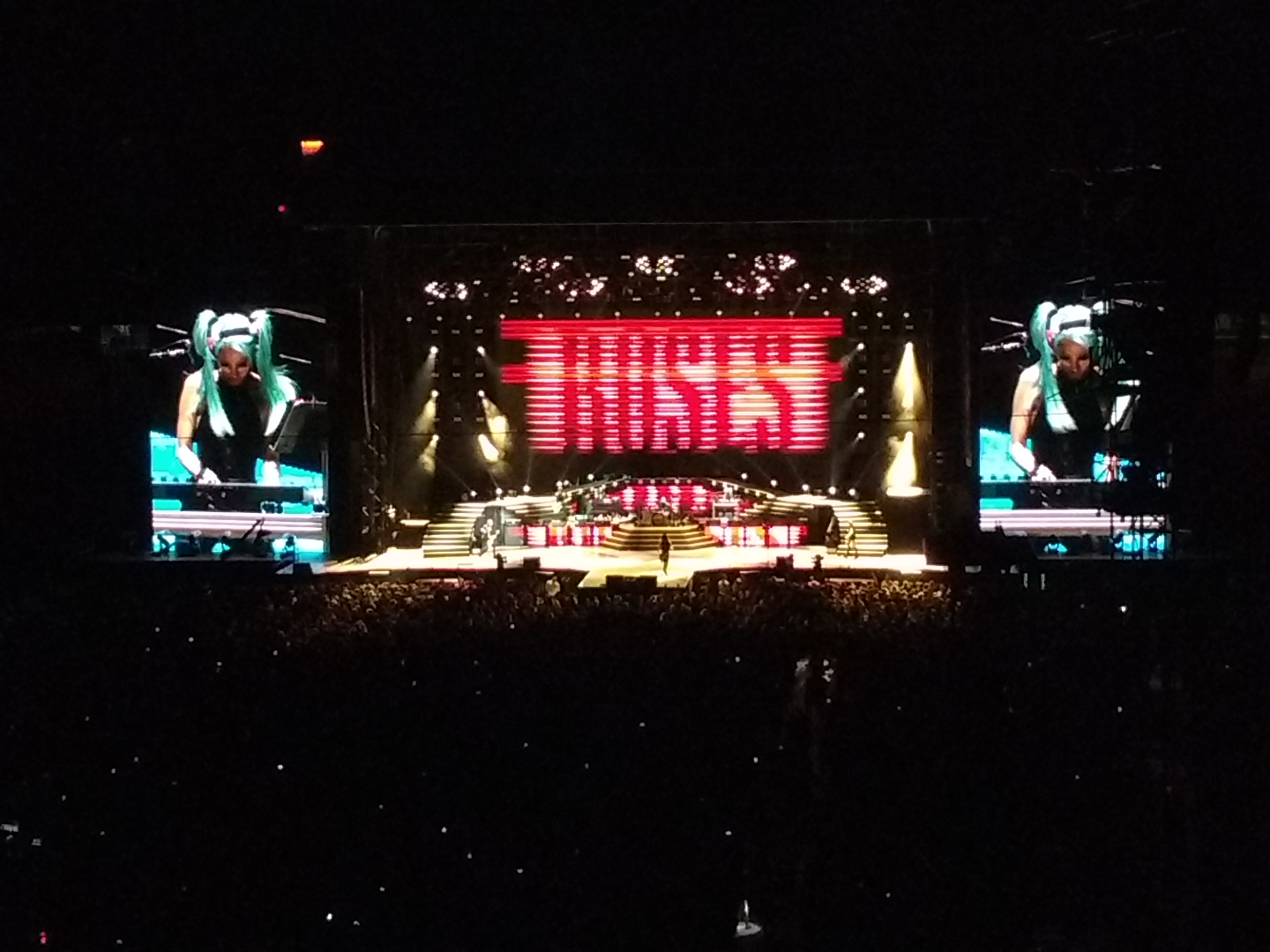
Reese mit GNR (2016)

Im März 2016 trat Reese der Band Guns N’ Roses als offizielles Mitglied bei und ersetzte damit Chris Pitman. Ihre Aufgaben dort sind das Spielen von Synthesizern, das Programmieren aller live verwendeten elektronischen Klänge/Samples und das Singen von Background-Vocals. Sie musste bis zum Tour-Beginn im April 2016 fünfzig Songs lernen und programmieren. Reese beschrieb ihren Beitritt damit, dass sie der Band zuvor bereits als Produzentin aufgefallen sei und sie viele bei der Band arbeitende Personen kannte. Die eher spontane Idee wurde nach einer telefonischen Absegnung durch Axl Rose und Bryan Mantia Realität.